# Не покидай…
«Не покидай…» — телевизионный двухсерийный художественный фильм, снятый Леонидом Нечаевым по одноимённой пьесе Георгия Полонского, написанной по мотивам сказки Уильяма Теккерея «Кольцо и роза».

## Сюжет
Действие происходит в сказочном королевстве Абидония. 16 лет назад правившие там король Анри Второй и королева Эмма погибли при загадочных обстоятельствах, и с тех пор на троне сидит король Теодор — бывший кавалерийский полковник, большой знаток и любитель лошадей. На престол он взошёл благодаря женитьбе на сестре покойной королевы — Флоре. Фактически же страной правят канцлер граф Давиль и его жена Оттилия — ещё одна сестра покойной королевы. Их стараниями в стране подавляется всякое инакомыслие.
Дочь королевской четы принцесса Альбина мечтает выйти замуж за иностранного принца и вырваться наконец из однообразной дворцовой жизни, где единственной её компанией является немой поэт Патри́к — воспитанник королевы, потерявший родителей в детстве. Он влюблён в Альбину и не скрывает этого, но девушка не воспринимает его всерьёз из-за неблагородного происхождения и немоты. В Патрика, в свою очередь, беззаветно влюблена служанка Марселла, но тот слишком занят своими чувствами к Альбине.
В Абидонию с визитом на высшем уровне направляется Пенапью, наследный принц соседнего королевства Пенагония. Всем очевидно, что целью визита будет сватовство. Но принца преследуют неудачи: по пути в Абидонию его кортеж попадает в разбойничью засаду, охранники сдаются или разбегаются, а принц чуть было не гибнет. Его спасают странствующие артисты Жак и Марта. Отец Жака, Жан-Жак Веснушка — друг покойного короля Абидонии, Анри Второго — при Теодоре был сослан на остров Берцовой Кости, где и умер. Перед ссылкой Жан-Жак успел закопать свой театральный реквизит, и теперь Жак и Марта откопали сундук с куклами Веснушки, а на обратном пути наткнулись на висящего над пропастью Пенапью.
Пенапью уговаривает спасителей отвезти его ко двору абидонского короля, обещая попросить у того для артистов разрешение выступать в королевстве. После приезда в столицу компания почти сразу оказывается в руках королевской полиции. Принцу Пенапью удаётся попасть на допрос к королю, которому принц рассказывает об украденном разбойниками жеребце Милорде (его везли, чтобы подарить Теодору, если сватовство удастся). Король, страстный любитель лошадей, признаёт Пенапью и принимает его при дворе.
Однако на глаза королю попадается сундук из повозки артистов. Узнав знакомых кукол (одна из которых изображает самого короля, а другая — канцлера), король распоряжается посадить артистов в подземелье, а реквизит поручает Марселле с тем, чтобы она сожгла содержимое сундука Веснушки. Но ни у Марселлы, ни у Патрика, заставшего её и решившего помочь, не поднимается рука сжечь кукол. Они переносят сундук в комнату Патрика и находят в нём засохшую голубую розу. По легенде, аромат этой розы заставляет любого вдохнувшего его говорить правду. Марселла ставит цветок в вазу с водой, в надежде, что роза оживёт.
Тем временем во дворце начинается обед в честь гостя из Пенагонии. Королевская семья слегка удивлена наивностью и простодушием заморского принца, но гость всё же им нравится. Однако в тот вечер во дворце начинают происходить странные вещи. Все его обитатели вдруг становятся удивительно откровенны друг с другом. Король признаётся, что его гвардейцы отбили у разбойников Милорда и тайно привезли в королевские конюшни. Затем скромная Марселла дерзит Альбине, изводящей Патрика. Наконец, сам Патрик неожиданно излечивается от немоты… Вскоре выясняется, что виной всему — голубая роза, которая снова цветёт и дарит свой волшебный аромат.
Полковник Удилак является к королю с неслыханной просьбой: выпустить из тюрьмы артистов, чтобы те повеселили гуляющих в честь обретения Милорда гвардейцев. Так Пенапью узнаёт, что его друзья не уехали на гастроли в соседнее королевство, а заперты по приказу короля.
Тем временем Теодор и Оттилия, под воздействием аромата розы, рассказывают королеве Флоре и Альбине, что 16 лет назад король Анри и королева Эмма были убиты в результате заговора Теодора, канцлера и Оттилии. Единственным спасшимся членом семьи был Патрик — законный наследник престола, потерявший голос и память в тот день, когда стал свидетелем убийства родителей. Флоре позволили воспитывать мальчика лишь при условии, что его права на престол будут тайной для всех. Альбина обвиняет канцлера и его сообщников в том, что они «отняли их с Патриком друг у друга», жалея о том, что из-за своей гордости отвергала любовь настоящего принца, красавца и поэта.
Канцлер хочет удержать уходящую Альбину, но его останавливает король Теодор. Вдохнув волшебного аромата, он признаётся, что не хочет ни власти, ни почестей, жалеет, что потерял семью, и мечтает о простой жизни. Патрик, Пенапью и Марселла, объединившись с Удилаком и гвардейцами, освобождают из заточения Жака и Марту, а затем отправляются в город, где царит необычайное веселье, где люди впервые за многие годы не боятся друг друга и властей.
Вдоволь нагулявшись, вся компания, наконец, возвращается во дворец.
Канцлер узнаёт, в чём причина откровения, которое напало на всех во дворце, — Марселла рассказывает ему о розе (сам он не поддался чарам цветка из-за насморка). В последней попытке вернуть всё назад канцлер стреляет в цветок, но попадает в Марселлу. Понимая, что игра проиграна, он кончает с собой.
Всем ясно, что Марселла смертельно ранена. К тому же для неё не находят доктора. Патрик поёт ей песню о надежде, и все присутствующие слушают её со слезами на глазах. Вдруг на лице Пенапью выражается изумление: роза на груди у Марселлы постепенно из голубой превращается в красную. Возможно, это намёк, что Марселла осталась жива.

## В главных ролях
- Лидия Федосеева-Шукшина — королева Флора
- Вячеслав Невинный — король Теодор
- Варвара Владимирова — принцесса Альбина (озвучание Ольга Машная, поёт Наталья Островая)
- Игорь Красавин — Патрик (озвучивание и вокал — Анатолий Тукиш)
- Светлана Селезнёва — Марселла, служанка (озвучивает другая актриса, вокал — Наталья Островая)
- Регина Разума — Оттилия, жена графа Давиля (поёт — Наталья Островая)
- Альберт Филозов — граф Давиль, канцлер
- Артём Тынкасов — принц Пенапью

### В ролях
- Елена Антонова — Марта Веснушка
- Владимир Ставицкий — Жак Веснушка (озвучивает Борис Шувалов)
- Анатолий Рудаков — полковник Удилак
- Юрий Багинян — лысый лакей (озвучивает Леонид Нечаев)
- Александр Денисов — атаман разбойников (вокал — Павел Бабаков)
- Валентин Букин — хозяин таверны (озвучивает Михаил Кокшенов)
- Александр Занько — Гиппократ
- Виктория Яблонская — Ника

## Съёмочная группа
- Автор сценария: Георгий Полонский
- Режиссёр: Леонид Нечаев
- Оператор-постановщик: Анастасия Суханова
- Художник: Владимир Голубев
- Композитор: Евгений Крылатов
- Текст песен: Леонид Дербенёв

## История создания
Сказка-пьеса, по которой поставлен фильм, была написана Георгием Полонским в 1984 году по мотивам сказки Уильяма Теккерея «Кольцо и Роза».
Съёмки фильма проходили в 1988—1989 годах в Таллине, Закарпатье, Львове и Ялте. Куклы-марионетки были специально изготовлены для фильма Мариной Грибановой (ныне директор Московского театра детской книги «Волшебная лампа»).
Для исполнителя роли Патрика Игоря Красавина это была единственная роль в кино. Он не имел ни актёрского образования, ни какой-либо сценической подготовки, на момент съёмок учился в 10 классе средней школы. Леонид Нечаев пригласил его на съёмки, случайно увидев в минском метро.

## Признание
Премьера фильма на телеэкране состоялась на Центральном телевидении в первом выпуске обновлённой передачи «В гостях у сказки» — она стала называться «В мире сказок и приключений» — в сентябре 1989 года. Фильм сразу стал популярен, в 1990 году Игорь Красавин вошёл в пятёрку лучших актёров по версии журнала «Советский экран», наряду с Виктором Цоем и тройкой «гардемаринов»: Дмитрием Харатьяном, Сергеем Жигуновым, Владимиром Шевельковым.
Но через два года после выхода фильм надолго исчез с экранов. Забвению поспособствовало низкое качество цветной плёнки, на которой был снят фильм. Только осенью 1996 года он повторно прошёл на одном из федеральных каналов, а в середине 2000-х годов вновь периодически стал появляться в эфире детских кабельных каналов.
В 2009 году, в год 20-летия фильма, Игорь Красавин скончался в минской больнице после перенесённой операции по удалению аневризмы сосудов головного мозга. В том же году скончался и Вячеслав Невинный.
В декабре 2019 года фильм был оцифрован и отреставрирован. Реставрация была приурочена к 95-летию киностудии «Беларусьфильм» и 30-летию фильма.